# Virovitica-Podravina distrikt
Virovitica-Podravina (kroatisk: Virovitičko-podravska županija) er et distrikt i Kroatien, beliggende ved floden Drava. Det ligger i den nordvestlige del af regionen Slavonien og grænser til nabolandet Ungarn i nordøst. I øst grænser det til distriktet Osijek-Baranja distrikt, i syd til Požega-Slavonia distrikt, i sydvest til Bjelovar-Bilogora distrikt og i nordvest til Koprivnica-Križevci distrikt. Største by og distriktshovedstad er Virovitica, næst største by er Slatina.

## Byer og kommuner
Distriktet er administrativt inddelt i 3 byer og 13 kommuner. Indbyggertal i nedenstående lister er fra folketællingen i 2001.

### Byer
| By         | Indb.  |
| ---------- | ------ |
| Orahovica  | 5.792  |
| Slatina    | 14.819 |
| Virovitica | 22.618 |

### Kommuner
| Kommune         | Innb.  |
| --------------- | ------ |
| Crnac           | 1.772  |
| Čačinci         | 3.308  |
| Čađavica        | 2.394  |
| Gradina         | 4.485  |
| Lukač           | 4.276  |
| Mikleuš         | 1.701  |
| Nova Bukovica   | 2.096  |
| Pitomača        | 10.465 |
| Sopje           | 2.750  |
| Suhopolje       | 7.524  |
| Špišić Bukovica | 4.733  |
| Voćin           | 2.421  |
| Zdenci          | 2.235  |